# Max-Eckart Wolff
Eduard Hans Martin Max-Eckart Wolff (* 19. Februar 1902 in Wernigerode; † 9. November 1988 in Bremen) war ein deutscher Marineoffizier, zuletzt Flottillenadmiral der Bundesmarine.

## Leben
Nachdem Wolff von Oktober 1913 bis 1921 im Kadettenkorps in Bensberg zugebracht hatte, trat er am 1. April 1922 als Matrosengefreiter in die Reichsmarine ein. Er erhielt seine infanteristische Grundausbildung in der 3. Kompanie der I. Schiffsstammabteilung der Nordsee. Die anschließende Bordausbildung erfolgte bis März 1923 auf der Hannover, der Niobe und der Berlin. Mit der Beförderung zum Fähnrich zur See am 1. April 1923 begann Wolff seinen Fähnrichslehrgang an der Marineschule Mürwik, den er im Jahr darauf abschloss. Im Anschluss hieran absolvierte der am 1. April 1924 zum Oberfähnrich zur See und am 1. Oktober 1925 zum Leutnant zur See beförderte Wolff bis Dezember 1925 diverse Fähnrichslehrgänge.
Am Vorweihnachtstag 1925 wurde Wolff Sperroffizier auf der Hamburg, eine Position, die er bis März 1927 innehatte. Im April 1927 kam er als Kompanieoffizier zur III. Marine-Abteilung, wo er im Juli des gleichen Jahres zum Oberleutnant zur See avancierte. Nach weiteren Lehrgängen wurde Wolff im September 1928 der Torpedobootwaffe zugeteilt, wo er bis September 1931 auf verschiedenen Torpedobooten diente. Anschließend erfolgte seine Delegierung zur Baubelehrung für den im Bau befindlichen Leichten Kreuzer Leipzig. Nach dessen Indienststellung war Wolff Funktechnischer Offizier des Kreuzers, bis er Ende September 1933 wieder zur Torpedobootwaffe versetzt wurde.
Dort war Wolff, seit Februar 1934 Kapitänleutnant, bis September 1935 Kommandant des Torpedobootes Tiger. Am 25. September 1935 kehrte er an die Marineschule Mürwik in Flensburg-Mürwik zurück, wo er bis April 1938 als Kompanieführer und Leiter des Torpedomechanikernachwuchses eingesetzt war. Während dieser Zeit erfolgte am 1. Oktober 1937 seine Beförderung zum Korvettenkapitän. Nach einer kurzen Zeit in der Verfügung beim Führer der Torpedoboote wurde Wolff am 29. Juli 1938 als Leiter der Ausbildungsabteilung in die 5. Zerstörerflottille versetzt. Am 28. Oktober 1938 erfolgte seine Ernennung zum Kommandanten des Zerstörers Z 2 Georg Thiele. Unter seinem Kommando nahm das Schiff nach Ausbruch des Zweiten Weltkrieges am Unternehmen Weserübung teil. Dabei ging die Georg Thiele am 13. April 1940 durch Selbstsprengung bei Narvik verloren. In der anschließenden Schlacht um Narvik war Wolff Bataillonskommandeur im Marine-Regiment Berger. Seine bei diesen Gefechten erlittene Verwundung wurde ab Juni 1940 im Lazarett von Swinemünde behandelt. Nach seiner Genesung wurde Wolff im Juli 1940 zum Kommandeur des Torpedo-Erprobungskommandos ernannt; in dieser Dienststellung verblieb der am 1. April 1941 zum Fregattenkapitän beförderte Wolff bis Februar 1943.
Am 25. Februar 1943 wurde Wolff zum Chef der 5. Zerstörerflottille ernannt, die er bis zum 15. Februar 1944 befehligte. Während dieser Zeit am 1. April 1943 zum Kapitän zur See befördert, fungierte er ab 15. November 1943 zugleich vertretungsweise auch als Führer der Zerstörer. Am 15. Februar 1944 wurde Wolff zum Oberkommando der Marine versetzt, wo er von Januar 1944 bis Juli 1945 als Chef von MPA I im Marinepersonalamt diente.
Am 23. April 1956 erfolgte sein Eintritt in die Bundesmarine. Dort war er zunächst Chef des Stabes beim Kommando der Seestreitkräfte. Am 30. Juni 1957 erfolgte seine Ernennung zum Kommandeur im Kommando der Flottenbasis. In dieser Position wurde Wolff am 4. September 1957 zum Flottillenadmiral befördert. Ende März 1963 wurde er in den Ruhestand verabschiedet und erhielt für seine Verdienste das Große Bundesverdienstkreuz verliehen. Im Ruhestand fungierte er ab April 1965 als Bundesbeauftragter für die Seeämter von Bremerhaven und Emden.

## Auszeichnungen
- Dienstauszeichnung IV. und III. Klasse am 2. Oktober 1936[1]
- Eisernes Kreuz (1939) II. und I. Klasse am 6. November 1939 bzw. am 12. Mai 1940[1]
- Medaille zur Erinnerung an die Heimkehr des Memellandes am 21. November 1939[1]
- Verwundetenabzeichen in Schwarz am 13. Mai 1940[1]
- Ritterkreuz des Eisernen Kreuzes am 4. August 1940[1]
- Zerstörer-Kriegsabzeichen am 9. November 1940[1]
- Narvikschild am 10. November 1940[1]
- Großes Bundesverdienstkreuz im März 1963[1]